# Comuna Pîkiv, Kalînivka
Pîkiv (în ucraineană Пиків) este o comună în raionul Kalînivka, regiunea Vinnița, Ucraina, formată din satele Pîkiv (reședința) și Șepiivka.

## Demografie
Componența lingvistică a satului Pîkiv
     Ucraineană (99,08%)
     Alte limbi (0,92%)
Conform recensământului din 2001, majoritatea populației satului Pîkiv era vorbitoare de ucraineană (99,08%), existând în minoritate și vorbitori de alte limbi.